# Thương Đô
Thương Đô (giản thể: 商都县; phồn thể: 商都縣; bính âm: Shāngdū Xiàn) là một huyện của địa cấp thị Ulanqab (Ô Lan Sát Bố), khu tự trị Nội Mông Cổ, Trung Quốc.

### Trấn
- Thất Đài (七台镇)
- Thập Bát Khoảnh (十八顷镇)
- Đại Hắc Sa Thổ (大黑沙土镇)
- Tây Tĩnh Tử (西井子镇)
- Đồn Khẩn Đội (屯垦队镇)
- Tiểu Hải Tử (小海子镇)

### Hương
- Đại Khố Luân (大库伦乡)
- Mão Đô (卯都乡)
- Pha Lê Hốt Cảnh (玻璃忽镜乡)